# The Beach Boys
The Beach Boys (v překladu „Plážoví kluci“) jsou americká rocková kapela založená v Hawthorne v Kalifornii roku 1961. Původní sestavu tvořili bratři Brian, Dennis a Carl Wilsonovi, jejich bratranec Mike Love a jejich kamarád Al Jardine. Skupina se vyznačovala vokálními harmoniemi, texty zaměřenými na mládež a hudební vynalézavostí a patří k nejvlivnějším interpretům rockové éry. Ve své tvorbě čerpali z hudby starších popových vokálních skupin, rock and rollu 50. let a černošského R&B, čímž vytvořili svůj jedinečný zvuk. Pod Brianovým vedením často originálně zapojovali klasické nebo jazzové prvky a netradiční studiové techniky.
Kapela vznikla jako garážová skupina, soustředěná kolem Brianova skládání písní a vedená otcem Wilsonů, Murrym. Jardine byl v letech 1962–1963 krátce nahrazen Davidem Marksem. V roce 1963 dosáhli prvního celonárodního hitu s „Surfin' U.S.A.“, čímž odstartovali sérii hitů v Top 10, které odrážely mládežnickou kulturu jižní Kalifornie — surfing, auta a romantiku — a vytvořily tzv. „California sound“. Byli jednou z mála amerických rockových kapel, které si udržely komerční úspěch během britské invaze. V roce 1965 se ke skupině přidal Bruce Johnston a kapela se odklonila od témat spojených s plážemi k osobnějším textům a ambicióznější orchestraci. V roce 1966 album Pet Sounds a singl „Good Vibrations“ pozvedly prestiž skupiny jako rockových inovátorů; oba počiny jsou dnes považovány za jedny z největších a nejvlivnějších děl v dějinách populární hudby.
Po zrušení alba Smile v roce 1967 Brian postupně předal kontrolu nad skupinou ostatním členům. Na konci 60. let skupině v USA klesal komerční vliv a raná rocková kritika ji často přehlížela. Na počátku 70. let se přejmenovali a krátce se k nim připojili Blondie Chaplin a Ricky Fataar z kapely The Flames. Carl převzal roli neoficiálního lídra až do poloviny 70. let, kdy kapela zareagovala na rostoucí úspěch svých živých vystoupení a výběrových alb tím, že se proměnila v kapelu hrající starší hity. Dennis se utopil v roce 1983 a Brian se brzy nato od skupiny odcizil. Po Carlově smrti na rakovinu plic v roce 1998 získal Love právo vystupovat pod jménem kapely. Na počátku nového tisíciletí se přeživší původní členové spolu s Marksem a Johnstonem dočasně znovu spojili u příležitosti 50. výročí. Brian zemřel v roce 2025 na respirační selhání.
The Beach Boys patří k nejuznávanějším a komerčně nejúspěšnějším kapelám všech dob, celosvětově prodali přes 100 milionů desek. Pomohli legitimizovat populární hudbu jako uznávanou uměleckou formu a ovlivnili vývoj žánrů a hnutí, jako jsou psychedelie, power pop, progresivní rock, punk, alternativní scéna a lo-fi. Mezi 60. a 20. lety 21. století měli 37 skladeb, které se dostaly do Top 40 amerického žebříčku Billboard Hot 100 (nejvíc ze všech amerických kapel), z toho čtyři se dostaly na první místo. V roce 2004 byli zařazeni na 12. místo seznamu největších umělců všech dob časopisu Rolling Stone. V mnoha anketách kritiků se alba The Beach Boys Today! (1965), Pet Sounds, Smiley Smile, Wild Honey (obě 1967), Sunflower (1970) a Surf's Up (1971) řadí mezi nejlepší alba historie. Zakládající členové byli uvedeni do Rock and Roll Hall of Fame v roce 1988.

## Historie

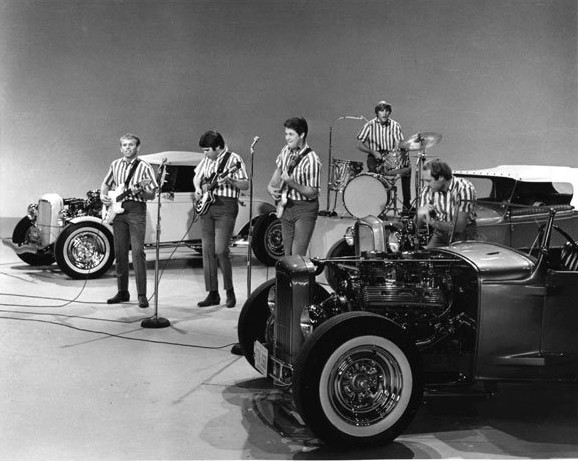
The Beach Boys (1964)

Kapela vznikla roku 1961 jako projekt rodiny Wilsonových z kalifornského Hawthornu, pod vedením manažera Murry Wilsona ji vytvořili jeho synové, bratři Brian (skladatel, zpěv, baskytara, klávesy), Carl (zpěv, kytara, příležitostně baskytara) a Dennis Wilson (zpěv, bicí, vibrafon a klávesy), jejich bratranec Mike Love (zpěv, živě také saxofon a např. theremin ve skladbě Good Vibrations) a kamarád Al Jardine (zpěv, kytara).
Skupina se etablovala písněmi o surfování (ačkoliv ze členů uměl surfovat pouze Dennis), rychlých autech a děvčatech; jednalo se vesměs o optimisticky a „slunečně“ laděné skladby s poměrně primitivními (až stupidními) texty, ale nápaditou hudbou z dílny Briana Wilsona, těžící z perfektních vokálních harmonií. Hudební styl Beach Boys byl dále inspirován skupinou Four Freshmen (americká vokálně instrumentální skupina 50. let), kytarovou technikou Chucka Berryho, a zvukovými stěnami Phila Spectora (použití několika nástrojů hrajících stejný part; nahrávka pak působí mohutnějším, plastičtějším dojmem). Během první poloviny šedesátých let natočili přes desítku alb (průměrně cca 2 ročně).
Během krátké doby se stali nejpopulárnější americkou skupinou, přičemž o pozici nejúspěšnější skupiny bojovali s britskými Beatles. Jejich vzájemná rivalita v půli 60. let vedla Briana Wilsona k uměleckému posunu k náročnějšímu, progresivnímu rocku, který představilo album Pet Sounds (1966). To se setkalo s velkým úspěchem v Británii, naopak doma v USA nebylo příliš pochopeno, což Wilson těžce nesl a přispělo to k jeho psychickým problémům (poprvé se zhroutil již na konci roku 1964).
Beach Boys založili (ještě před Beatles) jedno z prvních hudebních vydavatelství ve vlastnictví muzikantů.
Roku 1968 vydali na singlu píseň Never Learn Not To Love připisovanou Dennisi Wilsonovi, ve skutečnosti šlo o úpravu písně Charlese Mansona, s nímž se Wilson tehdy přátelil.
Kapela prošla mnoha změnami stylu i obsazení. Brian Wilson se stal závislým na drogách, Dennis Wilson zemřel v roce 1983, Carl Wilson v roce 1998. Zbylí členové se soudili o autorská práva. Společně však podnikli několik vystoupení v rámci vzpomínkových koncertů, například u příležitosti padesátého výročí kapely.
V roce 2024 byl zveřejněn na streamovací platformě Disney+ dokumentární snímek The Beach Boys. Ve stejné době bylo oznámeno, že Brian Wilson již nebude zřejmě vystupovat, jelikož trpí demencí.

## Diskografie
| - Surfin' Safari (1962) - Surfin' USA (1963) - Surfer Girl (1963) - Little Deuce Coupe (1963) - Shut Down Volume 2 (1964) - All Summer Long (1964) - The Beach Boys' Christmas Album (1964) - Today! (1965) - Summer Days (and Summer Nights!!) (1965) - Beach Boys' Party! (1965) - Pet Sounds (1966) - Smiley Smile (1967) - Wild Honey (1967) - Friends (1968) - 20/20 (1969) | - Sunflower (1970) - Surf's Up (1971) - Carl and the Passions – So Tough (1972) - Holland (1973) - 15 Big Ones (1976) - The Beach Boys Love You (1977) - M.I.U. Album (1978) - L.A. (Light Album) (1979) - Keepin' the Summer Alive (1980) - The Beach Boys (1985) - Still Cruisin' (1989) - Summer in Paradise (1992) - Stars and Stripes Vol. 1 (1996) - Smile (2011) (nahráno 1966-1967) - That's Why God Made the Radio (2012) |

## Singly (výběr)
- In My Room (1963)
- Don't Worry Baby (1964)
- Fun, Fun, Fun (1964)
- Barbara Ann (1965)
- Sloop John B (1966)
- God Only Knows (1966)
- Wouldn't It Be Nice (1966)
- Good Vibrations (1966)

## Zajímavosti
- Mají hvězdu na Hollywoodském chodníku slávy.
- V roce 1988 byli uvedeni do Rokenrolové síně slávy.
- V roce 1969 zavítali do Československa, zahráli v Praze v Lucerně, v Bratislavě a narychlo i v Brně na zimním stadionu.[2]